# Mini Jakobsen
Jahn Ivar Jakobsen, detto Mini (Gravdal, 8 novembre 1965), è un dirigente sportivo ed ex calciatore norvegese, di ruolo attaccante.

## Carriera

### Club

#### Bodø/Glimt e Rosenborg
Jakobsen cominciò la carriera con la maglia del Bodø/Glimt, formazione all'epoca militante nelle serie inferiori norvegesi. Dal 1983 al 1987 realizzò 67 reti in campionato, con questa casacca. Fu poi acquistato dal Rosenborg, formazione per cui poté esordire nella 1. divisjon in data 1º maggio 1988, in occasione della vittoria per 2-1 sul Moss. L'8 maggio successivo arrivò la sua prima rete, nel successo per 0-3 sullo Strømmen. Alla sua prima annata in squadra, contribuì al raggiungimento del double. Il 16 maggio 1989 realizzò la prima doppietta, contribuendo al 6-2 sul Mjølner. Il 24 settembre dello stesso anno, invece, arrivò la prima tripletta: aiutò così il suo Rosenborg a superare il Brann per 4-0. A fine campionato, risultò essere il capocannoniere con 18 realizzazioni. Nel 1990 centrò ancora il double.

#### Le esperienze all'estero
Concluso il campionato 1990, lasciò il Rosenborg e la Norvegia per trasferirsi agli svizzeri dello Young Boys. Disputò tre stagioni con questa maglia, realizzando 32 reti in 80 presenze in campionato. Si accordò poi con i tedeschi del Duisburg, militanti nella Bundesliga. Il primo incontro in squadra fu datato 1º ottobre 1993, quando subentrò a Peter Közle nel pareggio a reti inviolate contro il Colonia. Disputò una sola altra gara con questa maglia, prima di passare ai belgi del Lierse, dove trovò il connazionale Kjetil Rekdal.

#### Il ritorno al Rosenborg
Nell'agosto 1994, Jakobsen fece ritorno al Rosenborg. Ricominciò a calcare i campi dell'Eliteserien in data 14 agosto, sostituendo Bjørn Tore Kvarme nella vittoria per 4-0 sul Kongsvinger: fu proprio una sua marcatura a fissare il punteggio su questo risultato. Tornò anche a vincere il campionato, con il successo del 1994. A questo titolo, ne seguiranno altri cinque consecutivi. Si ritirò alla conclusione dell'Eliteserien 1999.

### Nazionale
Jakobsen giocò 4 incontri per la Norvegia under 21. Vi esordì il 20 agosto 1986, subentrando ad André Nieuwlaat nel successo per 3-0 sulla Romania under 21. Il 9 agosto 1988 arrivò invece il debutto nella Nazionale maggiore, quando fu schierato come titolare nel pareggio per 1-1 contro la Bulgaria. Il 25 settembre 1991 siglò la prima rete, nella sconfitta per 2-3 contro la Cecoslovacchia. Il 30 ottobre 1991 giocò la 25ª partita in Nazionale, ricevendo così il Gullklokka. Successivamente, contribuì al raggiungimento della qualificazione al campionato del mondo 1994: disputò il primo incontro nella competizione il 19 giugno, in occasione della vittoria per 1-0 sul Messico. Giocò anche gli altri due incontri della fase a gironi, al termine della quale la Norvegia fu eliminata. La selezione scandinava partecipò anche al campionato del mondo 1998 e Jakobsen fu nuovamente tra i convocati. Stavolta giocò però un solo incontro nella fase finale, in occasione della sfida pareggiata per 1-1 contro la Scozia, in data 16 giugno 1998. Questa fu la sua ultima presenza in Nazionale, dalla quale si congedò con 11 reti in 65 apparizioni.

## Statistiche

### Presenze e reti nei club
| Stagione          | Club              | Campionato        | Campionato | Campionato | Coppe nazionali | Coppe nazionali | Coppe nazionali | Coppe continentali | Coppe continentali | Coppe continentali | Supercoppe | Supercoppe | Supercoppe | Totale | Totale |
| Stagione          | Club              | Comp              | Pres       | Reti       | Comp            | Pres            | Reti            | Comp               | Pres               | Reti               | Comp       | Pres       | Reti       | Pres   | Reti   |
| ----------------- | ----------------- | ----------------- | ---------- | ---------- | --------------- | --------------- | --------------- | ------------------ | ------------------ | ------------------ | ---------- | ---------- | ---------- | ------ | ------ |
| 1983              | Bodø/Glimt        | 2D                | ?          | 0          | CN              | ?               | ?               | -                  | -                  | -                  | -          | -          | -          | ?      | ?      |
| 1984              | Bodø/Glimt        | 3D                | ?          | 7          | CN              | ?               | ?               | -                  | -                  | -                  | -          | -          | -          | ?      | ?      |
| 1985              | Bodø/Glimt        | 3D                | ?          | 18         | CN              | ?               | ?               | -                  | -                  | -                  | -          | -          | -          | ?      | ?      |
| 1986              | Bodø/Glimt        | 3D                | ?          | 26         | CN              | ?               | ?               | -                  | -                  | -                  | -          | -          | -          | ?      | ?      |
| 1987              | Bodø/Glimt        | 2D                | ?          | 16         | CN              | ?               | ?               | -                  | -                  | -                  | -          | -          | -          | ?      | ?      |
| Totale Bodø/Glimt | Totale Bodø/Glimt | Totale Bodø/Glimt | ?          | 67         |                 | ?               | ?               |                    | -                  | -                  |            | -          | -          | ?      | ?      |
| 1988              | Rosenborg         | 1D                | 22         | 8          | CN              | ?               | ?               | -                  | -                  | -                  | -          | -          | -          | ?      | ?      |
| 1989              | Rosenborg         | 1D                | 22         | 18         | CN              | ?               | ?               | CC                 | ?                  | ?                  | -          | -          | -          | ?      | ?      |
| 1990              | Rosenborg         | 1D                | 22         | 17         | CN              | ?               | ?               | CU                 | ?                  | ?                  | -          | -          | -          | ?      | ?      |
| 1990-1991         | Young Boys        | A                 | 21         | 7          | CS              | ?               | ?               | -                  | -                  | -                  | -          | -          | -          | ?      | ?      |
| 1991-1992         | Young Boys        | A                 | 32         | 9          | CS              | ?               | ?               | -                  | -                  | -                  | -          | -          | -          | ?      | ?      |
| 1992-1993         | Young Boys        | A                 | 27         | 16         | CS              | ?               | ?               | -                  | -                  | -                  | -          | -          | -          | ?      | ?      |
| Totale Young Boys | Totale Young Boys | Totale Young Boys | 80         | 32         |                 | ?               | ?               |                    | -                  | -                  |            | -          | -          | ?      | ?      |
| 1993-1994         | Duisburg          | BL                | 2          | 0          | CG              | 0               | 0               | -                  | -                  | -                  | -          | -          | -          | 2      | 0      |
| 1993-1994         | Lierse            | D1                | 16         | 1          | CB              | ?               | ?               | -                  | -                  | -                  | -          | -          | -          | ?      | ?      |
| ago.-dic. 1994    | Rosenborg         | ES                | 5          | 2          | CN              | ?               | ?               | CU                 | ?                  | ?                  | -          | -          | -          | ?      | ?      |
| 1995              | Rosenborg         | ES                | 25         | 10         | CN              | ?               | ?               | UCL                | ?                  | ?                  | -          | -          | -          | ?      | ?      |
| 1996              | Rosenborg         | ES                | 25         | 15         | CN              | ?               | ?               | UCL                | ?                  | ?                  | -          | -          | -          | ?      | ?      |
| 1997              | Rosenborg         | ES                | 26         | 12         | CN              | ?               | ?               | UCL                | ?                  | ?                  | -          | -          | -          | ?      | ?      |
| 1998              | Rosenborg         | ES                | 26         | 14         | CN              | ?               | ?               | UCL                | ?                  | ?                  | -          | -          | -          | ?      | ?      |
| 1999              | Rosenborg         | ES                | 21         | 2          | CN              | ?               | ?               | UCL                | ?                  | ?                  | -          | -          | -          | ?      | ?      |
| Totale Rosenborg  | Totale Rosenborg  | Totale Rosenborg  | 194        | 98         |                 | ?               | ?               |                    | -                  | -                  |            | -          | -          | ?      | ?      |
| Totale            | Totale            | Totale            | ?          | 198        |                 | ?               | ?               |                    | ?                  | ?                  |            | -          | -          | ?      | ?      |

### Cronologia presenze e reti in Nazionale
| Cronologia completa delle presenze e delle reti in nazionale ― Norvegia | Cronologia completa delle presenze e delle reti in nazionale ― Norvegia | Cronologia completa delle presenze e delle reti in nazionale ― Norvegia | Cronologia completa delle presenze e delle reti in nazionale ― Norvegia | Cronologia completa delle presenze e delle reti in nazionale ― Norvegia | Cronologia completa delle presenze e delle reti in nazionale ― Norvegia | Cronologia completa delle presenze e delle reti in nazionale ― Norvegia | Cronologia completa delle presenze e delle reti in nazionale ― Norvegia |
| Data                                                                    | Città                                                                   | In casa                                                                 | Risultato                                                               | Ospiti                                                                  | Competizione                                                            | Reti                                                                    | Note                                                                    |
| ----------------------------------------------------------------------- | ----------------------------------------------------------------------- | ----------------------------------------------------------------------- | ----------------------------------------------------------------------- | ----------------------------------------------------------------------- | ----------------------------------------------------------------------- | ----------------------------------------------------------------------- | ----------------------------------------------------------------------- |
| 9-8-1988                                                                | Oslo                                                                    | Norvegia                                                                | 1 – 1                                                                   | Bulgaria                                                                | Amichevole                                                              | -                                                                       |                                                                         |
| 14-9-1988                                                               | Oslo                                                                    | Norvegia                                                                | 1 – 2                                                                   | Scozia                                                                  | Qual. Mondiali 1990                                                     | -                                                                       |                                                                         |
| 28-9-1988                                                               | Parigi                                                                  | Francia                                                                 | 1 – 0                                                                   | Norvegia                                                                | Qual. Mondiali 1990                                                     | -                                                                       |                                                                         |
| 19-10-1988                                                              | Pescara                                                                 | Italia                                                                  | 2 – 1                                                                   | Norvegia                                                                | Amichevole                                                              | -                                                                       |                                                                         |
| 4-11-1988                                                               | Bratislava                                                              | Cecoslovacchia                                                          | 3 – 2                                                                   | Norvegia                                                                | Amichevole                                                              | -                                                                       |                                                                         |
| 22-2-1989                                                               | Atene                                                                   | Grecia                                                                  | 4 – 2                                                                   | Norvegia                                                                | Amichevole                                                              | -                                                                       |                                                                         |
| 21-5-1989                                                               | Oslo                                                                    | Norvegia                                                                | 3 – 1                                                                   | Cipro                                                                   | Qual. Mondiali 1990                                                     | -                                                                       |                                                                         |
| 31-5-1989                                                               | Oslo                                                                    | Norvegia                                                                | 4 – 1                                                                   | Austria                                                                 | Amichevole                                                              | -                                                                       |                                                                         |
| 14-6-1989                                                               | Oslo                                                                    | Norvegia                                                                | 1 – 2                                                                   | Jugoslavia                                                              | Qual. Mondiali 1990                                                     | -                                                                       |                                                                         |
| 23-8-1989                                                               | Oslo                                                                    | Norvegia                                                                | 0 – 0                                                                   | Grecia                                                                  | Amichevole                                                              | -                                                                       |                                                                         |
| 5-9-1989                                                                | Oslo                                                                    | Norvegia                                                                | 1 – 1                                                                   | Francia                                                                 | Qual. Mondiali 1990                                                     | -                                                                       |                                                                         |
| 11-10-1989                                                              | Sarajevo                                                                | Jugoslavia                                                              | 1 – 0                                                                   | Norvegia                                                                | Qual. Mondiali 1990                                                     | -                                                                       |                                                                         |
| 25-10-1989                                                              | Hawalli                                                                 | Kuwait                                                                  | 2 – 2                                                                   | Norvegia                                                                | Amichevole                                                              | -                                                                       |                                                                         |
| 4-2-1990                                                                | Ta' Qali                                                                | Corea del Sud                                                           | 2 – 3                                                                   | Norvegia                                                                | Amichevole                                                              | -                                                                       |                                                                         |
| 27-3-1990                                                               | Belfast                                                                 | Irlanda del Nord                                                        | 2 – 3                                                                   | Norvegia                                                                | Amichevole                                                              | -                                                                       |                                                                         |
| 8-6-1990                                                                | Trondheim                                                               | Norvegia                                                                | 1 – 2                                                                   | Danimarca                                                               | Amichevole                                                              | -                                                                       |                                                                         |
| 22-8-1990                                                               | Stavanger                                                               | Norvegia                                                                | 1 – 2                                                                   | Svezia                                                                  | Amichevole                                                              | -                                                                       |                                                                         |
| 12-9-1990                                                               | Mosca                                                                   | Unione Sovietica                                                        | 2 – 0                                                                   | Norvegia                                                                | Qual. Euro 1992                                                         | -                                                                       |                                                                         |
| 10-10-1990                                                              | Bergen                                                                  | Norvegia                                                                | 0 – 0                                                                   | Ungheria                                                                | Qual. Euro 1992                                                         | -                                                                       |                                                                         |
| 23-5-1991                                                               | Oslo                                                                    | Norvegia                                                                | 1 – 0                                                                   | Romania                                                                 | Amichevole                                                              | -                                                                       |                                                                         |
| 5-6-1991                                                                | Oslo                                                                    | Norvegia                                                                | 2 – 1                                                                   | Italia                                                                  | Qual. Euro 1992                                                         | -                                                                       |                                                                         |
| 8-8-1991                                                                | Oslo                                                                    | Norvegia                                                                | 1 – 2                                                                   | Svezia                                                                  | Amichevole                                                              | -                                                                       |                                                                         |
| 28-8-1991                                                               | Oslo                                                                    | Norvegia                                                                | 0 – 1                                                                   | Unione Sovietica                                                        | Qual. Euro 1992                                                         | -                                                                       |                                                                         |
| 25-9-1991                                                               | Oslo                                                                    | Norvegia                                                                | 2 – 3                                                                   | Cecoslovacchia                                                          | Qual. Euro 1992                                                         | 1                                                                       |                                                                         |
| 30-10-1991                                                              | Szombathely                                                             | Ungheria                                                                | 0 – 0                                                                   | Norvegia                                                                | Qual. Euro 1992                                                         | -                                                                       |                                                                         |
| 13-11-1991                                                              | Genova                                                                  | Italia                                                                  | 1 – 1                                                                   | Norvegia                                                                | Qual. Euro 1992                                                         | 1                                                                       |                                                                         |
| 7-1-1992                                                                | Il Cairo                                                                | Egitto                                                                  | 0 – 0                                                                   | Norvegia                                                                | Amichevole                                                              | -                                                                       |                                                                         |
| 29-4-1992                                                               | Aarhus                                                                  | Danimarca                                                               | 1 – 0                                                                   | Norvegia                                                                | Amichevole                                                              | -                                                                       |                                                                         |
| 13-5-1992                                                               | Oslo                                                                    | Norvegia                                                                | 2 – 0                                                                   | Fær Øer                                                                 | Amichevole                                                              | -                                                                       |                                                                         |
| 26-8-1992                                                               | Oslo                                                                    | Norvegia                                                                | 2 – 2                                                                   | Svezia                                                                  | Amichevole                                                              | -                                                                       |                                                                         |
| 9-9-1992                                                                | Oslo                                                                    | Norvegia                                                                | 10 – 0                                                                  | San Marino                                                              | Qual. Mondiali 1994                                                     | -                                                                       |                                                                         |
| 23-9-1992                                                               | Oslo                                                                    | Norvegia                                                                | 2 – 1                                                                   | Paesi Bassi                                                             | Qual. Mondiali 1994                                                     | -                                                                       |                                                                         |
| 7-10-1992                                                               | Serravalle                                                              | San Marino                                                              | 0 – 2                                                                   | Norvegia                                                                | Qual. Mondiali 1994                                                     | 1                                                                       |                                                                         |
| 14-10-1992                                                              | Londra                                                                  | Inghilterra                                                             | 1 – 1                                                                   | Norvegia                                                                | Qual. Mondiali 1994                                                     | -                                                                       |                                                                         |
| 30-3-1993                                                               | Doha                                                                    | Qatar                                                                   | 1 – 6                                                                   | Norvegia                                                                | Amichevole                                                              | 1                                                                       |                                                                         |
| 28-4-1993                                                               | Oslo                                                                    | Norvegia                                                                | 3 – 1                                                                   | Turchia                                                                 | Qual. Mondiali 1994                                                     | 1                                                                       |                                                                         |
| 8-9-1993                                                                | Oslo                                                                    | Norvegia                                                                | 1 – 0                                                                   | Stati Uniti                                                             | Amichevole                                                              | -                                                                       |                                                                         |
| 13-10-1993                                                              | Poznań                                                                  | Polonia                                                                 | 0 – 3                                                                   | Norvegia                                                                | Qual. Mondiali 1994                                                     | -                                                                       |                                                                         |
| 10-11-1993                                                              | Istanbul                                                                | Turchia                                                                 | 2 – 1                                                                   | Norvegia                                                                | Qual. Mondiali 1994                                                     | -                                                                       |                                                                         |
| 9-3-1994                                                                | Cardiff                                                                 | Galles                                                                  | 1 – 3                                                                   | Norvegia                                                                | Amichevole                                                              | 1                                                                       |                                                                         |
| 20-4-1994                                                               | Oslo                                                                    | Norvegia                                                                | 0 – 0                                                                   | Portogallo                                                              | Amichevole                                                              | -                                                                       |                                                                         |
| 22-5-1994                                                               | Londra                                                                  | Inghilterra                                                             | 0 – 0                                                                   | Norvegia                                                                | Amichevole                                                              | -                                                                       |                                                                         |
| 1-6-1994                                                                | Oslo                                                                    | Norvegia                                                                | 2 – 1                                                                   | Danimarca                                                               | Amichevole                                                              | 1                                                                       |                                                                         |
| 5-6-1994                                                                | Stoccolma                                                               | Svezia                                                                  | 2 – 0                                                                   | Norvegia                                                                | Amichevole                                                              | -                                                                       |                                                                         |
| 19-6-1994                                                               | Washington                                                              | Norvegia                                                                | 1 – 0                                                                   | Messico                                                                 | Mondiali 1994 - 1º turno                                                | -                                                                       |                                                                         |
| 23-6-1994                                                               | New York                                                                | Norvegia                                                                | 0 – 1                                                                   | Italia                                                                  | Mondiali 1994 - 1º turno                                                | -                                                                       |                                                                         |
| 28-6-1994                                                               | New York                                                                | Norvegia                                                                | 0 – 0                                                                   | Irlanda                                                                 | Mondiali 1994 - 1º turno                                                | -                                                                       |                                                                         |
| 7-9-1994                                                                | Oslo                                                                    | Norvegia                                                                | 1 – 0                                                                   | Bielorussia                                                             | Qual. Euro 1996                                                         | -                                                                       |                                                                         |
| 16-11-1994                                                              | Minsk                                                                   | Bielorussia                                                             | 0 – 4                                                                   | Norvegia                                                                | Qual. Euro 1996                                                         | -                                                                       |                                                                         |
| 14-12-1994                                                              | Ta' Qali                                                                | Malta                                                                   | 0 – 1                                                                   | Norvegia                                                                | Qual. Euro 1996                                                         | -                                                                       |                                                                         |
| 6-2-1995                                                                | Larnaca                                                                 | Norvegia                                                                | 7 – 0                                                                   | Estonia                                                                 | Amichevole                                                              | 2                                                                       |                                                                         |
| 8-2-1995                                                                | Nicosia                                                                 | Cipro                                                                   | 0 – 2                                                                   | Norvegia                                                                | Amichevole                                                              | -                                                                       |                                                                         |
| 29-3-1995                                                               | Lussemburgo                                                             | Lussemburgo                                                             | 0 – 2                                                                   | Norvegia                                                                | Qual. Euro 1996                                                         | -                                                                       |                                                                         |
| 26-4-1995                                                               | Oslo                                                                    | Norvegia                                                                | 5 – 0                                                                   | Lussemburgo                                                             | Qual. Euro 1996                                                         | 1                                                                       |                                                                         |
| 25-5-1995                                                               | Oslo                                                                    | Norvegia                                                                | 3 – 2                                                                   | Ghana                                                                   | Amichevole                                                              | -                                                                       |                                                                         |
| 7-6-1995                                                                | Oslo                                                                    | Norvegia                                                                | 2 – 0                                                                   | Malta                                                                   | Qual. Euro 1996                                                         | -                                                                       |                                                                         |
| 16-8-1995                                                               | Oslo                                                                    | Norvegia                                                                | 1 – 1                                                                   | Rep. Ceca                                                               | Qual. Euro 1996                                                         | -                                                                       |                                                                         |
| 6-9-1995                                                                | Praga                                                                   | Rep. Ceca                                                               | 2 – 0                                                                   | Norvegia                                                                | Qual. Euro 1996                                                         | -                                                                       |                                                                         |
| 11-10-1995                                                              | Oslo                                                                    | Norvegia                                                                | 0 – 0                                                                   | Inghilterra                                                             | Amichevole                                                              | -                                                                       |                                                                         |
| 15-11-1995                                                              | Rotterdam                                                               | Paesi Bassi                                                             | 3 – 0                                                                   | Norvegia                                                                | Qual. Euro 1996                                                         | -                                                                       |                                                                         |
| 7-2-1996                                                                | Las Palmas                                                              | Spagna                                                                  | 1 – 0                                                                   | Norvegia                                                                | Amichevole                                                              | -                                                                       |                                                                         |
| 27-3-1996                                                               | Belfast                                                                 | Irlanda del Nord                                                        | 0 – 2                                                                   | Norvegia                                                                | Amichevole                                                              | -                                                                       |                                                                         |
| 24-4-1996                                                               | Oslo                                                                    | Norvegia                                                                | 0 – 0                                                                   | Spagna                                                                  | Amichevole                                                              | -                                                                       |                                                                         |
| 10-9-1997                                                               | Oslo                                                                    | Norvegia                                                                | 5 – 0                                                                   | Svizzera                                                                | Qual. Mondiali 1998                                                     | 1                                                                       |                                                                         |
| 16-6-1998                                                               | Bordeaux                                                                | Norvegia                                                                | 1 – 1                                                                   | Scozia                                                                  | Mondiali 1998 - 1º turno                                                | -                                                                       |                                                                         |
| Totale                                                                  |                                                                         | Presenze                                                                | 65                                                                      |                                                                         | Reti                                                                    | 11                                                                      |                                                                         |

## Palmarès

### Club
- Campionato norvegese: 8

Rosenborg: 1988, 1990, 1994, 1995, 1996, 1997, 1998, 1999
- Coppa di Norvegia: 4

Rosenborg: 1988, 1990, 1995, 1999

### Individuale
- Gullklokka

1991